# Гурфалер
Гурфалер (фр. Gourfaleur) насеље је и општина у северној Француској у региону Доња Нормандија, у департману Манш која припада префектури Сен Ло.
По подацима из 2011. године у општини је живело 461 становника, а густина насељености је износила 54,56 становника/km². Општина се простире на површини од 8,45 km². Налази се на средњој надморској висини од 20 метара (максималној 100 m, а минималној 12 m).

## Демографија
| 1962. | 1968. | 1975. | 1982. | 1990. | 1999. | 2011. |
| ----- | ----- | ----- | ----- | ----- | ----- | ----- |
| 385   | 387   | 405   | 526   | 474   | 432   | 461   |

График промене броја становника у току последњих година